# Буруанци
Буруа́нците (на индонезийски: Suku Buru) са народ, живеещ на остров Буру и други Молукски острови в Индонезия. Себе си наричат „гефбука“ или „гебемлиар“ (на индонезийски: gebfuka, gebemliar), което буквално ще рече „хора на земята“ или „хора на света“.
Отнасят се към източноиндонезийската антропологиеска група. Наброяват около 49 000 души. Говорят буруански език, който е част от австронезийското семейство.
В религиозно отношение са нееднородни: изповядват се християнство и ислям, като се съхраняват елементи на езичество. През 1990-те и 2000-те години сред буруанците избухват конфликти на религиозна почва.

## Численост и заселване
Общата численост на народа е около 49 000, като по-голямата част от тях живеят на остров Буру. Това са най-многобройните туземци на острова като съставят над една четвърт от съвременното население на острова (около 165 хил. за 2012 г.). Извън острова, най-голям брой буруанци има на остров Амбон – около 2000 души, а на други острови в провинция Молуку и в столицата Джакарта живеят по няколкостотин. В Нидерландия има малка общност от буруанци, основно потомци на военнослужещите на Република Малуку Селатан, емигрирали след присъединяването на самопровъзгласилата се държава към Индонезия.
Буруанците са заселили равномерно почти цялата територия на остров Буру, с изключение на някои участъци от северното крайбрежие. В централните, планински части на острова, плътността на населението е по-ниска, отколкото в равнинните крайбрежия. В много райони на острова преобладават сред селското население. Значителен дял буруанци има и сред градското население, но в най-големите населени места, той постепенно намалява за сметка на населението на преселници от други части на Индонезия.
В началния период на холандската колонизация на остров Буру, към средата на XVII век значителна част от буруанските племенни благородници е преселена на източния край на острова, където по-късно тя става съставна част в процеса на етногенезиса на народа кайели.
В състава на буруанската народност се отличават няколко етнически групи, различаващи се по начин на живот и езикови специфики: рана (14 258 души, основно в централната част на острова), масарете (около 9600 души, основно в южната част), ваесама (6622 души, основно в югоизточната част) и фоги (около 500 души, основно в западната част).

## Език
Родният език на народа е буруанският, принадлежащ към централномолукския клон на малайско-полинезийските езици. В състава на езика се отличава три диалекта, чиито носители са едноименните етнически групи рана, масарете и ваесама. Освен това, част от рана, наред със своя основен диалект, използват и т.нат. „секретен език“ лигаран. По-рано, в западните части на острова е съществувал диалектът фоги, който днес се смята за мъртъв. Лингвистичните разлики между буруанските диалекти са относително малко. Лексикалната прилика между масарете и ваесама съставлява около 90%, между масарете и рана – 88%, а между ваесама и рана – 80%. Въпреки че болшинството от бурунците използват родните си диалекти в бита, значителна част от тях, особено тези в крайбрежните райони и големите населени места, малко или много владеят индонезийски.

## Религия
От религиозна гледна точка, буруанците не са еднородна общност: около 30% от тях са мюсюлмани сунити (основно жителите на южните части на острова), а около 12% са християни протестанти (основно жителите на северните части на острова). Повече от половината от народа изповядва в известна степен и местни традиционни вярвания. В централанта част на острова буруанците открито изповядват култ към върховното божество Опо Геба Снулат и неговия пратеник Набиата.
Към края на 1990-те и началото на 2000-те години, в контекста на тежка социално-икономическа криза, възникват конфликти между буруанците на религиозна почва. При това на страната на буруанците мюсюлмани се присъединяват много мюсюлмани емиграни от Ява, а на страната на противника им – християните, се притичват съюзници от другите Молукски отрови. Най-ожесточения конфликт избухва в селото Ваинибе, където за няколко дни през декември 1999 г. са убити 43 души и са изгорени над 150 къщи.

## Начин на живот
Основната традиционна социална организация на буруанците в планинските и равнинните райони е различна. В първия случай това е патрилинейно локализиран род фена, а във втория – съседско общество негри.
Голяма част от буруанците е заета в различни направления на селското стопанство, но най-вече в земеделието. Най-разпространените култури са: оризът, царевицата, саго, сладки картофи, както и подправките: карамфил, индийско орехче и евкалипт, от чиито издънки се приготвят ароматни масла.
Във вътрешните райони на острова широко се практикува лова (основно на бабируси и елени), а по крайбрежието – риболова. В хода на икономическата модернизацията на остров Буру расте броя на буруанците, заети в сферата на услугите или промишлеността.
Традиционните жилища на буруанците са направени от бамбук, често чрез набиване в земята. Покривите се вплитат с палмови листа или тръстика, но в днешно време се използват и керемиди. Националният костюм на буруанците е сходен с облеклото на повечето народи на Индонезия – саронг и дълга риза за мъжете, саронг и по-къса блуза за жените. Все пак, цветовете и декоративните елементи на дрехите на масарете, ваесама и рана се различават съществено. Традиционното оръжие на буруанците е правият меч паранг и копието. В миналото буруанците са били известни на Молукските острови с изкусните си копиеметачи.